# Paul Routier
Paul Francis Routier, né le 12 octobre 1949 à Jersey, est une personnalité politique, député puis sénateur aux États de Jersey.

## Biographie
Paul Routier a été élu pour la première fois comme député de la circonscription de Saint-Hélier en 1993, puis fut réélu ensuite pour deux autres mandats soit durant neuf années en tout. 
En 2002, il fut élu sénateur et réélu en 2008. 
Paul Routier fut ministre des États de Jersey pour l'emploi et la sécurité sociale jusqu'au 11 décembre 2008 date à laquelle il fut remplacé par le député Ian Gorst. Il devint ensuite ministre adjoint du développement économique. Depuis le 25 novembre 2011, il est ministre adjoint du Premier Ministre Ian Gorst.
Paul Routier est administrateur de l'association Les Amis Incorporated qui vient en aide aux personnes seules, aux handicapés, aux déficients intellectuels et à ceux qui ont des difficultés d'apprentissage. Il est également président du Conseil des sports de Jersey, président de la sécurité sociale de Jersey, membre directeur du conseil d'administration du collège LaSalle de Jersey, président fondateur du Rural Enterprises de Jersey et membres de plusieurs comités concernant la vie économique et citoyenne de Jersey.
Paul Routier est également Procureur de la Vingtaine de la Ville de Saint-Hélier au côté du Connétable, du Centenier et des Vingteniers de la Vingtaine. 
Depuis 2011, il est ministre adjoint du Premier Ministre Ian Gorst
En 2011, il est nommé comme membre de l'Ordre de l'Empire britannique.